# Diazepine
Le diazepine sono composti organici eterociclici di formula C5H6N2. A questa categoria appartengono tre composti, che si distinguono in base alla posizione degli atomi di azoto:
- 1,2-diazepina
- 1,3-diazepina
- 1,4-diazepina

## Composti derivati
Le benzodiazepine sono una classe di ansiolitici la cui struttura chimica comune è costituita dalla fusione di un anello 1,4-diazepinico e un anello benzenico.
Le dibenzodiazepine invece, una classe di antipsicotici atipici, sono costituite da due anelli benzenici fusi con quello 1,4-diazepinico.